# Selkie

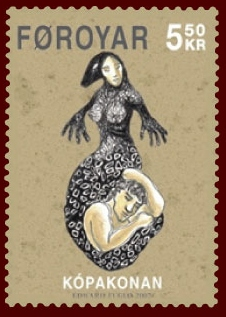
Darstellung auf einer Briefmarke der Färöer

Selkies, auch Selchies, sind Wesen aus der schottischen Volksüberlieferung und gehören damit zur keltischen Mythologie im weiteren Sinne.

## Folklore
Auf den nördlichen Inseln Schottlands erzählt man sich Geschichten von Robben, die an Land kommen und sich in Menschen verwandeln, indem sie ihr Fell ablegen. Beispiele für die Überlieferung des Stoffes sind die Ballade The Great Silkie of Sule Skerry und das Gedicht The Lady Odivere.

### Ein Robbenmärchen
Man erzählt sich eine Geschichte von einem Jäger, der eine wunderschöne Frau am Strand traf.  Er verliebte sich in sie und bald darauf heirateten die beiden. Doch die junge Frau wurde von der Sehnsucht nach dem Meer gepackt und sie holte sich am Strand ihr Fell wieder, legte es sich an und verwandelte sich in eine Robbe. Doch später erschoss der Jäger, ihr eigener Mann, diese Robbe, weil er nicht ahnte, wer sie wirklich war. Damit hatte er unwissentlich seine so geliebte Frau getötet.

## Selkies in der Populärkultur

### Filme
Auch Filme beschäftigen sich mit Selkies. In dem Fantasyfilm Das Geheimnis des Seehund-Babys (1994) erfährt die zehnjährige Fiona, dass ihre Vorfahren Selkies waren. In dem australischen Spielfilm Selkie – Der Seehundmensch (2000) verwandelt sich ein Teenager in einen Seehund. In dem Film Ondine (2009) von Regisseur Neil Jordan wird eine junge Frau von einem irischen Fischer (Colin Farrell) in dessen Netz aus dem Meer gerettet. Seine Tochter hält sie für eine Selkie. Der animierte irische Fantasyfilm Die Melodie des Meeres (2014) handelt von dem Selkie-Mädchen Saoirse und ihrer Familie, die mit Erzählungen und Personen aus der keltischen Mythologie stark verwoben ist. In der animierten Fernsehserie Winx Club kommen ab der 5. Staffel Selkies vor, die als Torhüterinnen der Königreiche dargestellt werden: Jede der Winx bekommt eine persönliche Selkie, die jeweils die Hüterin des Tores ihrer Heimat ist.

### Weitere Medien
In der Folge Tauchgang ins Ungewisse (203) der Hörspielreihe Die drei Fragezeichen spielt die Sage um die Selkies eine wichtige Rolle für die Rahmenhandlung.

### Übersichtsarbeiten
- Norma Bagnall: The Selchie in Legend and Literature. In: Literature and Lore of the Sea (= Costerus New Series. Band 52). Brill, 1986, S. 225–231, doi:10.1163/9789004487895_020 (englisch).

### Nacherzählungen
- Lise Lunge-Larsen: The Hidden Folk: Stories of Fairies, Dwarves, Selkies, and Other Secret Beings. Houghton Mifflin, 2004, ISBN 0-618-17495-8 (englisch, illustriert von Beth Krommes).